# Russelia longisepala
Russelia longisepala är en grobladsväxtart som beskrevs av Carlson. Russelia longisepala ingår i släktet Russelia och familjen grobladsväxter. Inga underarter finns listade i Catalogue of Life.